# Цензура в Бутане
Правительство Бутана контролирует распространение информации в пределах страны. В Бутане нет законов, гарантирующих право граждан на свободный доступ к информации, есть ограничения на владение СМИ, лицензирование журналистов и блокирование веб-сайтов.

## Публичная критика правительства
С 2008 года граждане страны могут публично критиковать правительство, однако на практике власти время от времени пытаются помешать критике и контролировать политические собрания.

## Контроль за СМИ
В Бутане есть одна правительственная газета (Kuensel), пять частных газет, несколько журналов, а также три интернет-провайдера. До 2008 года газеты могли критиковать правительство страны, также были доступны иностранные газеты и журналы. В мае 2007 года правительство захотело контролировать рекламу, однако после многих публикаций на первых полосах газет оно отозвало своё предложение.
Бутан также имеет три частных FM-радиостанции. До 2008 года правительство разрешало трансляцию иностранным компаниям и не цензурировало контент. Частные радиостанции и телекомпании могли свободно выражать своё мнение, хотя правительство ограничивало количество телевизионных каналов. Международные организации утверждали, что плата за кабельное ТВ часто была завышена.

## Цензура в Интернете
Отдельным гражданам и группам, как правило, разрешается свободно выражать свои взгляды через Интернет. Чиновники утверждают, что правительство не блокирует доступ в сеть, не ограничивает содержание веб-сайтов и не цензурирует их. Тем не менее, Freedom House сообщает, что правительство иногда блокирует доступ к веб-сайтам, содержащим порнографию или информацию, которая считается наступлением на государство. В своём отчете за 2012 год Freedom House указало на высокую степень самоцензуры среди работников средств массовой информации.
Конституция предусматривает свободу слова, в том числе для представителей прессы, а граждане могут публично и в частном порядке критиковать правительство, не боясь репрессий. В Конституции сказано, что граждане «не должны подвергаться незаконному вмешательству в личную жизнь, семью, дом, переписку, или незаконному посягательству на свою честь и достоинство», и правительство в целом уважает эти права.
На онлайн-форумах газеты Kuensel позволена открытая критика правительства, хотя эти форумы модерируются, и любой человек может зайти в блог в интернет-кафе. На форумах есть новостные порталы, такие как портал американской компании The Bhutan Times (не имеющей отношения к газете Bhutan Times). В 2007 году веб-сайт был временно заблокирован BICMA, медиа-регулирующим органом Бутана. В 2007 году правительственные чиновники заявили, что обсуждения на форуме bhutantimes.com были слишком критически настроены по отношению к министру Сангаю Нгедупу, дяде короля по матери. В августе того же года bhutantimes.com сообщил, что правительство разблокировало сайт в стране.

## Законы
В 2006 году в Бутане был принят Закон о СМИ и передаче информации, а также был создан независимый орган — Бутанское управление передачей информацией и телевидением (BICMA), который ранее был частью Министерства информации и коммуникаций. BICMA отвечает за регулирование коммуникациями, их технологиями и средствами в Бутане.